# São João do Itaperiú
Pour les articles homonymes, voir São João.
São João do Itaperiú est une ville brésilienne de l'État de Santa Catarina.

## Généralités
La température moyenne annuelle à São João do Itaperiú est de 20,3 °C. On y cultive principalement la banane et le riz. On y produit également du bois et de la farine. Enfin la ville présente encore de grandes étendues de forêt native et il n'y existe pas de projet de développement touristique de grande ampleur.

## Géographie
São João do Itaperiú se situe à une latitude de 26° 37′ 04″ sud et à une longitude de 48° 46′ 05″ ouest. Son altitude moyenne est de 33 mètres.
Sa population était de 3 438 habitants au recensement de 2010. La municipalité s'étend sur 152 km2.
Elle fait partie de la microrégion d'Itajaí, dans la mésorégion de la Vallée du rio Itajaí.

## Histoire
Les documents contant l'histoire de la municipalité sont peu nombreux, et il est difficile de dire qui furent les premiers colons qui peuplèrent la région. Apparemment, au début du XXe siècle, un Italien nommé João Batista s'établit sur les rives du rio Itaperiú et y fonde une colonie, ainsi nommée São João do Itaperiú. La ville est établie en municipalité le 29 mars 1992, par démembrement de Barra Velha. Tous les 29 mars, on y fête l'anniversaire de la ville, et les 29 juin, Saint Jean-Baptiste, patron de la ville.

## Administration
La municipalité est constituée d'un seul district, siège du pouvoir municipal.

## Villes voisines
São João do Itaperiú est voisine des municipalités (municípios) suivantes :
- Barra Velha
- Luiz Alves
- Massaranduba
- Guaramirim
- Araquari